# Tampere Club
Der Tampere Club ist eine interdisziplinäre und internationale wissenschaftliche Organisation zur Förderung, Diskussion und Verbreitung der Demokratieforschung. Sie wurde 2001 von der Stadt Tampere (Finnland) und weiteren öffentlichen und privaten finnischen Sponsoren gegründet. 

## Mitgliedschaft
Mitglieder sind Rechts- und Politikwissenschaftler, Ökonomen, Soziologen, Philosophen, Historiker und Kommunikationswissenschaftler. Die Mitgliedschaft wird auf Einladung des Organisationsgremiums des Tampere Club erworben.

## Aktuelles Leitungsgremium
- Präsident: Ernesto Garzón Valdés (argentinisch-deutscher Rechtsphilosoph),
- Generalsekretär: Aulis Aarnio (finnischer Rechtstheoretiker),
- Ehrenpräsident: James M. Buchanan (US-Ökonom); erster Ehrenpräsident war der 2003 verstorbene finnische Logiker und Philosoph Georg Henrik von Wright.

## Aktivitäten
Der Tampere Club veranstaltet jährlich im Herbst in Tampere eine wissenschaftliche Tagung zu einem demokratiebezogenen Thema sowie eine öffentliche Tampere Lecture, organisiert Vorträge und Seminare von Mitgliedern des Tampere Club an finnischen Universitäten (Tampere, Helsinki, Jyväskylä, Rovaniemi, Turku ...) und akademischen Einrichtungen (Helsinki Collegium, Tampere Forum ...) und publiziert eine Buchreihe (The Tampere Club Series, seit 2005 bei Tampere University Press).

## Publikationen
- E. Garzón Valdés u. a.: The Future of Democracy (2003)
- R. Zimmerling (Hg.): Globalisation and Democracy (2005)
- G. Brennan (Hg.): Varieties of Democracy (2007)